# Bálint Magyar de Palona
Bálint Magyar de Palona (? - 1573.) je bio  mađarski general, fonyódski kapetan, junak borbe protiv osmanskih osvajača.
Djelovao je u bačkom selu Plavnoj.

## Vanjske poveznice
- Bálint Magyar de Palona